# Campeonato Sudamericano Femenino Sub-17 de 2018
El Campeonato Sudamericano Femenino Sub-17 de 2018 fue la VI edición de este torneo que celebra cada dos años a partir de 2008. Esta edición del evento se realizó en la Ciudad de San Juan, Argentina.
En el campeonato participan las selecciones nacionales femeninas sub-17 de todos los países cuyas federaciones estén afiliadas a la Conmebol. Los dos primeros lugares obtienen una plaza a la Copa Mundial Femenina de Fútbol Sub-17 de 2018 a disputarse en Uruguay.

## Equipos participantes
Participan las diez selecciones nacionales de fútbol afiliadas a la Conmebol.
| Equipos participantes | Equipos participantes | Equipos participantes | Equipos participantes | Equipos participantes |
| --------------------- | --------------------- | --------------------- | --------------------- | --------------------- |
| Argentina             | Bolivia               | Brasil                | Chile                 | Colombia              |
| Ecuador               | Paraguay              | Perú                  | Uruguay               | Venezuela             |

## Sedes
- El torneo se desarrollara en dos estadios de la ciudad de San Juan.
| San Juan                          | San Juan                          |
| --------------------------------- | --------------------------------- |
| Estadio San Juan del Bicentenario | Estadio Ingeniero Hilario Sánchez |
| Capacidad: 25,000                 | Capacidad: 19,000                 |
|                                   |                                   |

## Primera fase
Los diez equipos participantes en la primera fase se dividieron en dos grupos de cinco equipos cada uno. Luego de una liguilla simple (a una sola rueda de partidos), pasarán a segunda ronda los equipos que ocuparon las posiciones primera y segunda de cada grupo.
En caso de empate en puntos en cualquiera de las posiciones, la clasificación se determinará siguiendo en orden los siguientes criterios:
- Diferencia de goles.
- Cantidad de goles marcados.
- El resultado del partido jugado entre los empatados.
- Por sorteo.

Los partidos para la primera fase en tanto, fueron sorteados el 28 de febrero de 2018, quedando la programación de la siguiente manera:

### Grupo A
| Equipo    | Pts. | PJ | PG | PE | PP | GF | GC | Dif. |
| --------- | ---- | -- | -- | -- | -- | -- | -- | ---- |
| Colombia  | 12   | 4  | 4  | 0  | 0  | 12 | 1  | 11   |
| Brasil    | 9    | 4  | 3  | 0  | 1  | 6  | 1  | 5    |
| Argentina | 4    | 4  | 1  | 1  | 2  | 4  | 8  | -4   |
| Perú      | 3    | 4  | 1  | 0  | 3  | 2  | 10 | -8   |
| Ecuador   | 1    | 4  | 0  | 1  | 3  | 4  | 8  | -4   |

| 7 de marzo de 2018, 18:00 | Brasil    | 1:0 (1:0) | Ecuador | Estadio San Juan del Bicentenario, San Juan |                           |
|                           | Emily 36' |           |         | Árbitro(s): Isley Delgado                   | Árbitro(s): Isley Delgado |

| 7 de marzo de 2018, 20:15 | Argentina | 0:4 (0:2) | Colombia                                                                     | Estadio San Juan del Bicentenario, San Juan |                               |
|                           |           |           | Lina Jaime 39' · Maireth Pérez 45' · Yovela Ruíz 62' · Natalia Ramírez 90+2' | Árbitro(s): Gabriela Bandeira               | Árbitro(s): Gabriela Bandeira |

- Equipo libre:  Perú.

| 9 de marzo de 2018, 18:00 | Colombia                                       | 4:0 (1:0) | Perú | Estadio San Juan del Bicentenario, San Juan |  |
|                           | Maireth Pérez 20' 60' 84' · Gisela Robledo 81' |           |      |                                             |  |

| 9 de marzo de 2018, 20:15 | Argentina | 0:2 (0:2) | Brasil                    | Estadio San Juan del Bicentenario, San Juan |                           |
|                           |           |           | Jheniffer 16' · Emily 45' | Árbitro(s): Dione Rissios                   | Árbitro(s): Dione Rissios |

- Equipo libre:  Ecuador.

| 11 de marzo de 2018, 18:00 | Brasil                               | 3:0 (2:0) | Perú | Estadio San Juan del Bicentenario, San Juan |                            |
|                            | Larissa 40' · Julia 43' · Layssa 54' |           |      | Árbitro(s): Adriana Farfán                  | Árbitro(s): Adriana Farfán |

| 18 de marzo de 2018, 20:15 | Argentina                                 | 2:2 (0:1) | Ecuador                              | Estadio San Juan del Bicentenario, San Juan |                            |
|                            | Rocío Vázquez 55' · Dalila Ippolito 90+3' |           | Lisa Campos 19' · Karen Flores 90+2' | Árbitro(s): Helena Cantero                  | Árbitro(s): Helena Cantero |

- Equipo libre:  Colombia.

| 14 de marzo de 2018, 18:00 | Ecuador           | 1:2 (1:0) | Perú                                     | Estadio San Juan del Bicentenario, San Juan |                           |
|                            | Ana Paladines 34' |           | Milena Tomayconsa 61' · Kiara Calmet 77' | Árbitro(s): Dione Rissios                   | Árbitro(s): Dione Rissios |

| 14 de marzo de 2018, 20:15 | Brasil | 0:1 (0:1) | Colombia           | Estadio San Juan del Bicentenario, San Juan |                               |
|                            |        |           | Natalia Ramírez 6' | Árbitro(s): Gabriela Bandeira               | Árbitro(s): Gabriela Bandeira |

- Equipo libre:  Argentina.

| 16 de marzo de 2018, 18:00 | Colombia                                    | 3:1 (0:1) | Ecuador           | Estadio San Juan del Bicentenario, San Juan |  |
|                            | Maireth Pérez 49' 90+1' (pen.) 90+5' (pen.) |           | Ana Paladines 16' |                                             |  |

| 16 de marzo de 2018, 20:15 | Perú | 0:2 (0:1) | Argentina                   | Estadio San Juan del Bicentenario, San Juan |                            |
|                            |      |           | Chiara Signarella 45+1' 82' | Árbitro(s): Adriana Farfán                  | Árbitro(s): Adriana Farfán |

- Equipo libre:  Brasil.

### Grupo B
| Equipo    | Pts. | PJ | PG | PE | PP | GF | GC | Dif. |
| --------- | ---- | -- | -- | -- | -- | -- | -- | ---- |
| Uruguay   | 10   | 4  | 3  | 1  | 0  | 5  | 1  | 4    |
| Venezuela | 8    | 4  | 2  | 2  | 0  | 7  | 1  | 6    |
| Chile     | 5    | 4  | 1  | 2  | 1  | 4  | 4  | 0    |
| Paraguay  | 4    | 4  | 1  | 1  | 2  | 7  | 5  | +2   |
| Bolivia   | 0    | 4  | 0  | 0  | 4  | 1  | 13 | -12  |

| 8 de marzo de 2018, 18:00 | Paraguay                                   | 2:2 (1:0) | Chile                                 | Estadio Ingeniero Hilario Sánchez, San Juan |                         |
|                           | Monserrath Ayala 35' · Cinthia Arévalo 59' |           | Sonya Keefe 66' · Antonia Alarcón 90' | Árbitro(s): Débora Cruz                     | Árbitro(s): Débora Cruz |

| 8 de marzo de 2018, 20:15 | Venezuela | 0:0 | Uruguay | Estadio Ingeniero Hilario Sánchez, San Juan |  |
|                           |           |     |         | Árbitro(s): Vanessa Ceballos                |  |

- Equipo libre:  Bolivia.

| 10 de marzo de 2018, 18:00 | Uruguay                  | 3:1 (1:1) | Bolivia            | Estadio Ingeniero Hilario Sánchez, San Juan |                              |
|                            | Ángela Gómez 22' 48' 57' |           | Majhely Romero 34' | Árbitro(s): Alba Saldarriaga                | Árbitro(s): Alba Saldarriaga |

| 10 de marzo de 2018, 20:15 | Venezuela                                     | 2:0 (1:0) | Paraguay | Estadio Ingeniero Hilario Sánchez, San Juan |                            |
|                            | Bárbara Olivieri 11' · Raiderlin Carrasco 68' |           |          | Árbitro(s): Estela Álvarez                  | Árbitro(s): Estela Álvarez |

- Equipo libre:  Chile.

| 13 de marzo de 2018, 18:00 | Paraguay                                                                        | 5:0 (2:0) | Bolivia | Estadio Ingeniero Hilario Sánchez, San Juan |                            |
|                            | Graciela Martinez 19' (pen.) 59' · Cinthia Almada 34' 47' · Cinthia Arévalo 85' |           |         | Árbitro(s): Melany Bermejo                  | Árbitro(s): Melany Bermejo |

| 13 de marzo de 2018, 20:15 | Venezuela            | 1:1 (0:0) | Chile                | Estadio Ingeniero Hilario Sánchez, San Juan |                         |
|                            | Bárbara Sandoval 80' |           | Isabelle Kadzban 87' | Árbitro(s): Débora Cruz                     | Árbitro(s): Débora Cruz |

- Equipo libre:  Uruguay.

| 15 de marzo de 2018, 18:00 | Chile                | 1:0 (0:0) | Bolivia | Estadio Ingeniero Hilario Sánchez, San Juan |                              |
|                            | Isabelle Kadzban 87' |           |         | Árbitro(s): Vanessa Ceballos                | Árbitro(s): Vanessa Ceballos |

| 15 de marzo de 2018, 20:15 | Paraguay | 0:1 (0:0) | Uruguay               | Estadio Ingeniero Hilario Sánchez, San Juan |                            |
|                            |          |           | Micaela Domínguez 73' | Árbitro(s): Estela Álvarez                  | Árbitro(s): Estela Álvarez |

- Equipo libre:  Venezuela.

| 17 de marzo de 2018, 18:00 | Uruguay          | 1:0 (1:0) | Chile | Estadio Ingeniero Hilario Sánchez, San Juan |                              |
|                            | Ángela Gómez 31' |           |       | Árbitro(s): Alba Saldarriaga                | Árbitro(s): Alba Saldarriaga |

| 17 de marzo de 2018, 20:15 | Bolivia | 0:4 (0:3) | Venezuela                                                                 | Estadio Ingeniero Hilario Sánchez, San Juan |                         |
|                            |         |           | Bárbara Olivieri 15' 36' · Raiderlin Carrasco 42' · Wilmary Argüelles 84' | Árbitro(s): Débora Cruz                     | Árbitro(s): Débora Cruz |

- Equipo libre:  Paraguay.

## Cuadrangular final
Al ser Uruguay sede del Mundial de la categoría, su selección tenía cupo directo al torneo en condición de anfitriona.
| Equipo    | Pts. | PJ | PG | PE | PP | GF | GC | Dif |
| --------- | ---- | -- | -- | -- | -- | -- | -- | --- |
| Brasil    | 6    | 3  | 2  | 0  | 1  | 5  | 2  | 3   |
| Colombia  | 4    | 3  | 1  | 1  | 1  | 3  | 2  | 1   |
| Uruguay   | 4    | 3  | 1  | 1  | 1  | 3  | 4  | -1  |
| Venezuela | 3    | 3  | 1  | 0  | 2  | 2  | 5  | -3  |

|  | Clasificado para la Copa Mundial Femenina de Fútbol Sub-17 de 2018. |

| 21 de marzo de 2018, 18:00 | Colombia               | 2:0 (1:0) | Venezuela | Estadio San Juan del Bicentenario, San Juan |                           |
|                            | Natalia Ramírez 9' 61' |           |           | Árbitro(s): Dione Rissios                   | Árbitro(s): Dione Rissios |

| 21 de marzo de 2018, 20:15 | Uruguay                                    | 2:1 (0:1) | Brasil                | Estadio San Juan del Bicentenario, San Juan |                              |
|                            | Calixto 48' (a.g.) · Esperanza Pizarro 80' |           | Miriam Cavalcante 15' | Árbitro(s): Alba Saldarriaga                | Árbitro(s): Alba Saldarriaga |

| 23 de marzo de 2018, 18:00 | Uruguay | 0:2 (0:0) | Venezuela                                    | Estadio San Juan del Bicentenario, San Juan |                            |
|                            |         |           | Bárbara Olivieri 65' · Wilmary Argüelles 83' | Árbitro(s): Adriana Farfán                  | Árbitro(s): Adriana Farfán |

| 23 de marzo de 2018, 20:15 | Colombia | 0:1 (0:0) | Brasil        | Estadio San Juan del Bicentenario, San Juan |                            |
|                            |          |           | Jheniffer 60' | Árbitro(s): Estela Álvarez                  | Árbitro(s): Estela Álvarez |

| 25 de marzo de 2018, 18:00 | Brasil                                       | 3:0 (2:0) | Venezuela | Estadio San Juan del Bicentenario, San Juan |                           |
|                            | Jheniffer 10' · Julia Daltoe 31' · Emily 43' |           |           | Árbitro(s): Dione Rissios                   | Árbitro(s): Dione Rissios |

| 25 de marzo de 2018, 20:15 | Colombia         | 1:1 (0:0) | Uruguay                  | Estadio San Juan del Bicentenario, San Juan |                            |
|                            | Laura Orozco 87' |           | Deyna Morales 50' (pen.) | Árbitro(s): Helena Cantero                  | Árbitro(s): Helena Cantero |

|                            |
| Bandera de Brasil          |
| Campeón Brasil 3.er título |

## Clasificados a Uruguay 2018
| Brasil | Colombia | Uruguay Anfitrión |
| ------ | -------- | ----------------- |

## Estadísticas
Actualización: 22 de marzo de 2018.

### Tabla general
A continuación se muestra la tabla de posiciones segmentada acorde a las fases alcanzadas por los equipos.
| Pos. | Equipo    | Pts | PJ | PG | PE | PP | GF | GC | Dif. | Rend.  |
| ---- | --------- | --- | -- | -- | -- | -- | -- | -- | ---- | ------ |
| 1    | Brasil    | 15  | 7  | 5  | 0  | 2  | 11 | 3  | 8    | 71,42% |
| 2    | Colombia  | 16  | 7  | 5  | 1  | 1  | 15 | 3  | 12   | 76,19% |
| 3    | Uruguay   | 14  | 7  | 4  | 2  | 1  | 8  | 5  | 3    | 66,66% |
| 4    | Venezuela | 11  | 7  | 3  | 2  | 2  | 9  | 6  | 3    | 52,38% |
| 5    | Chile     | 5   | 4  | 1  | 2  | 1  | 4  | 4  | 0    | 41,66% |
| 6    | Paraguay  | 4   | 4  | 1  | 1  | 2  | 7  | 5  | 2    | 33,33% |
| 7    | Argentina | 4   | 4  | 1  | 1  | 2  | 4  | 8  | -4   | 33,33% |
| 8    | Perú      | 3   | 4  | 1  | 0  | 3  | 2  | 10 | -8   | 25,00% |
| 9    | Ecuador   | 1   | 4  | 0  | 1  | 3  | 4  | 8  | -4   | 8,33%  |
| 10   | Bolivia   | 0   | 4  | 0  | 0  | 4  | 1  | 13 | -12  | 0%     |

### Goleadoras
| Jugadora                | Selección | Goles |
| ----------------------- | --------- | ----- |
| Maireth Pérez           | Colombia  | 7     |
| Bárbara Olivieri        | Venezuela | 4     |
| Natalia Ramírez         | Colombia  | 4     |
| Ángela Gómez            | Uruguay   | 4     |
| Jheniffer Da Silva      | Brasil    | 3     |
| Emily Assis de Carvalho | Brasil    | 3     |
| Chiara Signarella       | Argentina | 2     |
| Júlia                   | Brasil    | 2     |
| Raiderlin Carrasco      | Venezuela | 2     |
| Wilmary Argüelles       | Venezuela | 2     |
| Cinthia Almada          | Paraguay  | 2     |
| Cinthia Arévalo         | Paraguay  | 2     |
| Graciela Martínez       | Paraguay  | 2     |
| Ana Paladines           | Ecuador   | 2     |
| Isabelle Kadzban        | Chile     | 2     |